# Джералд Кар
Джералд Пол Кар (на английски: Gerald Paul Carr) е американски астронавт, роден на 22 август 1932 г. в Денвър, Колорадо. Полковник от USMC и астронавт от НАСА. Командир на Скайлаб-4, трета и последна мисия на орбиталната станция „Скайлаб“, от 16 ноември 1973 г. до 8 февруари 1974 г.

## Образование
Кар е роден в Денвър, Колорадо, но семейството му живее в Санта Ана, Калифорния. Там завършва гимназия, технически колеж и Университета на Южна Калифорния, в който се дипломира през 1954 г. като бакалавър със специалност „Инженерна механика“. През 1961 г. Кар се дипломира и като бакалавър по аерокосмическо инженерство в Американската военноморска академия, Анаполис, Мериленд. На следващата, 1962 г., получава магистърска степен по същата специалност от Принстънския университет.

## Военна кариера
Започва своята военна кариера през 1949 г. в американските военноморски сили (USN), но през 1950 г. е зачислен в резерва, защото започва следването си в Университета на Южна Калифорния. След дипломирането си през 1954 г. е възстановен на служба и започва обучение за военноморски пилот в Школата в Пенсакола, Флорида. След приключване на курса е прехвърлен в Школата за подготовка на пилоти от ВМС и Морската пехота на САЩ в Кингсвил, Тексас. Лети на самолети F9F Cougar и F-6A Skyray. След приключване на пълния курс на обучение е зачислен в ескадрила VMFA-122 в Корпуса на морската пехота (USMC). От 1962 г. до 1965 г. той е на служба в Далечния изток и пилотира реактивен изтребител F-8 Crusader. В кариерата си има над 8000 полетни часа, от които 5365 часа на реактивни самолети.

## Служба в НАСА
Джералд Кар е един от 19 астронавти, избрани от НАСА през април 1966 г. (Астронавтска група №5). Той е включен в състава на поддържащите екипажи, като CAPCOM офицер, по време на полетите на Аполо 8 и Аполо 12. След това е включен в групата, която извършва тестове на „лунния автомобил“ Лунар Роувър. В нормалната ротация на екипажите Кар получава място като пилот на лунния модул на Аполо 19, но полетът е отменен от НАСА на 11 март 1970 г. Първия си полет в космоса Дж. Кар осъществява като командир на мисията Скайлаб-4 от 16 ноември 1973 г. до 8 февруари 1974 г. Той е четвъртият от петимата „командири-новобранци“. По време на полета са осъществени 56 експеримента, 26 научни опита, 15 детайлни наблюдения на космически обекти и 13 изследователски програми. Екипажът работи повече от 338 часа със специален телескоп и уникална експериментална камера, с помощта на които изследват Слънцето и неговата активност. От февруари 1974 г. до март 1978 г. Кар и неговият Скайлаб-4 са рекордьори по пребиваване в космическото пространство: 2017 часа 15 минути и 32 секунди (малко над 84 денонощия). Дълги години Джералд Кар е човекът с най-продължителни космически разходки. Общо времето, което той прекарва извън орбиталната станция в открития космос, е 15 часа и 48 минути. След мисията Скайлаб-4, до средата на 1977 г., Кар оглавява службата за подготовка на поддържащите екипажи, а по-късно и тази, отговаряща за дизайна на транспортните системи и симулаторите. Джералд Кар се уволнява от Корпуса на морската пехота през септември 1975 г. с чин полковник. Напуска НАСА през юни 1977 г.

## След НАСА
От 1977 г. до 1981 г. Кар е изпълнителен вицепрезидент на Bovay Engineers, Inc., подразделение на Houston Consulting Engineering Firm. От 1981 г. до 1983 г. работи като консултант в Лос Анджелис, Калифорния. До 1985 г. оглавява разработката на нов 300 инча (7,6 м.) телескоп в Университета на Тексас. През 1984 г. Джералд Кар основава CAMUS Incorporated, базирана в щата Вермонт. Към момента фирмата е един от най-големите подизпълнители на Боинг по електронните системи на Международната космическа станция (МКС).

## Награди
- Медал за изключителна служба на USN;
- Медал за служба в националната отбрана;
- Специален медал на Експедиционните сили;
- Експедиционен медал на USMC;
- Медал на НАСА за изключителна служба служба.

Джералд Кар е приет в Астронавтската зала на славата през 1997 г.